# Чорногорська Національна Армія
Чорногорська Національна Армія, або Чорногорська Народна Армія(серб. Crnogorska Narodna Vojska) — армія, верховним командувачем якої був чорногорський політик-колабораціоніст і сепаратист Секула Дрлевич. Виникла внаслідок угоди про гарантії безпеки, укладеної 22 березня 1945 Павле Джуришичем із Секулою Дрлевичем, згідно з якою 8-ма Чорногорська армія четників, що під командуванням Джуришича відступала з Чорногорії до Словенії, переходила під верховне командування Дрлевича як Чорногорська Національна Армія, де Джуришич зберіг оперативне командування (як начальник штабу).
Вояки Джуришича перейшли під командування Дрлевича 8 квітня 1945 р. Хоча на шляху до Словенії вони мали перетнути територію НДХ на правому березі Сави, підконтрольну військам усташів і домобранства, усташі у цих підрозділів зброю не вилучали. Їх спочатку зосередили в казармах у Старій Градишці, а потім передислокували в Окучани, де вояки були передані під контроль 2-го, а потім 5-го усташівського корпусу. Джуришича після його здачі усташам 17 квітня 1945 року, вони, швидше за все, знищили в концтаборі Ясеноваць.
Дрлевич, повернувшись у Загреб, де він за підтримки влади НДХ утворив Чорногорську державну раду з наміром знову спробувати відновити незалежну чорногорську державу, 17 квітня 1945 р. видав прокламацію зі своєю політичною програмою та запропонував своїй «армії» боротися як із новою Югославією, так і з четниками Дражі Михайловича
Армія пробувала евакуюватися до Словенії поїздом через Загреб. У хаосі бойових дій та капітуляції у травні 1945 р. більшість її бійців були заарештовані партизанськими силами та після прискореного судового процесу були розстріляні в районі Зиданого Мосту. Дехто був завербований у нову югославську армію, і лише одиницям вдалося потрапити за кордон, де вони десятиліттями проживали як політичні емігранти. Секулу Дрлевича було вбито у листопаді 1945 в Австрії.
Армія була результатом спроб Секули Дрлевича створити військо, що складалося б із чорногорців, які проживали за межами Чорногорії.